# 너에게로 또다시
"너에게로 또다시"는 1991년에 개봉한 대한민국의 영화이며 해당 영화와 똑같은 제목의 노래를 부른 변진섭이 남자 주인공 물망에 한때 거론됐으나 "공연만 하고 방송을 안 한다"는 원칙 탓인지 고사했으며  흥행에 실패했다.

## 줄거리
의대본과 2학년에 재학 중이던 영훈(최수종)은 자신이 늘 꿈구어 온 영화감독 입문을 위해 휴학계를 낸다. 대학입시를 포기하고 영화계에 투신한 삼수(김민종)는 그를 형처럼 따른다. 삼수의 누나 성희(하희라)에게 매력을 느낀 영훈은 그녀를 사랑하게 되는데, 이테리박이 성희와의 결혼문제로 미국에서 온다. 테리박은 영훈의 아버지에게 그의 학교상황을 폭로하고, 충격으로 아버지는 세상을 떠난다. 영훈은 자신이 멋모르고 날뛰었음을 반성하며 어촌으로 내려가 시나리오를 완성한다. 성희는 부모님의 뜻에 따라 테리박과의 약혼을 결심하고 영훈은 신춘문예에 당선한다. 약혼식날 영훈의 축하편지를 받고 성희는 뛰쳐나가 그를 찾는다. 공중전화에 있는 영훈을 발견한 성희는 달려가 그의 품에 안긴다.

## 캐스팅
- 최수종 : 장영훈 역
- 하희라 : 김성희 역
- 김민종 : 김삼수 역
- 정주연 : 오혜영 역
- 이철제 : 박창식 역
- 김형자 : 민 여사 역
- 전운 : 장 의원 역
- 문여송 : 문 감독 역
- 권혁진 : 오정수 역
- 이현순 : 팽순덕 역
- 김지연 : 장유미 역
- 한상미 : 혜영 모 역
- 전유성 : 도사 역
- 오경아 : 창식 모 역
- 이예민 : 창식 부 역
- 박동룡 : 사내 역
- 노사강 : 촬영기사 역
- 정영국 : PD 역
- 황춘수 : 관장 역
- 이상진 : 연출부 역
- 문미봉 : 가정부 역
- 김미정 : 친구 1 역
- 전나영 : 친구 2 역
- 변진섭 (특별출연)